# 醫學診斷上的性別偏差
性別偏好所致的診斷差異（英語：Gender-bias in medical diagnosis）是社會學中，一個對於醫學的觀察論述。然而這個論述是有爭議的。 
這個論述指出，許多醫學診斷及精神診斷可能受到患者的性別影響。數個研究發現有些症狀相似但性別不同的患者，他們所得到的診斷存有差異。

## 醫學診斷
這樣的偏見可能影響了許多非心理疾病的診斷。女性和男性即使在特定疾病上有相似的症狀，女性比較容易被以身心醫學的角度進行診斷。當女性身上有醫學上還無法解釋的疾病時，醫師比較無法正視這方面的疾病，而且也有報告指出這種情形下較難接受到適當的醫療照顧，因為進行診斷的醫師容易將其對身體症狀的反應視為是心理疾病。

## 心理診斷
曾有研究者提出，若一些假設和性別相關的行為特性有關，可能會造成一個有偏差的診斷系統。 
關於精神疾病診斷與統計手冊（DSM）裡對人格障礙標準的性別偏見問題存在著廣泛的爭議和討論，例如第四版的DSM裡列出的十項人格障礙，並指出其中六項人格障礙（反社會行為、自戀、強迫症、偏執狂、分裂性人格障礙、類精神分裂型人格違常）在男性中較為常見，而其中三項（邊緣性人格障礙、戲劇化人格違常、依賴型人格障礙）在女性中較為常見，而迴避性人格障礙在男性和女性中同樣普遍。但該書並沒有明確地陳述在性別上的偏差。
有一個2012年的研究，探討同時診斷出創傷後壓力症候群（PTSD）和酒精依賴（AD）的人之中，其創傷認知，酒精渴望和酒精造成的後果之間是否有性別特異性的關聯。參與者進行並發PTSD和酒精依賴的治療研究。從參與者所搜集的，有關PTSD相關認知的背景資料分為三種方面：(a) 有關自我的負面認知 (b) 有關外面世界的負面認知，以及 (c) 自責。有關酒精依賴的資料則分為二方面酒精渴望和酒精造成的後果。在處理PTSD嚴重性時一併考量其性別的差異。結果指出在男性參與者，自我的負面認知顯著的和酒精渴望有相關性，但女性參與者沒有這様的相關性。而在女性參與者，酒精依賴造成的人際後果顯著的和自責有相關性，男性參與者沒有這様的相關性。根據研究結果，針對同時有PTSD及酒精依賴的個體，專注於減少創傷相關認知的心理治療干預措施可能可以減少男性的酒精渴望，也可能可以減少女性的人際問題
。

## 外部連結
- Smith,E.C.(2011)Gender-biased Diagnosing,the Consequences of Psychosomatic Misdiagnosis and'Doing Credibility' （页面存档备份，存于）. Sociology Student Scholarship. Paper 5. Occidental College.
- Munch,S.(2004)Gender-Biased Diagnosing of Women's Medical Complaints: Contributions of Feminist Thought,1970–1995 （页面存档备份，存于）Women & Health,Volume 40,Issue 1